# Jules Bocandé
Jules Bocandé   (Ziguinchor, 25 de novembre de 1958 - Metz, 7 de maig de 2012) és un exfutbolista senegalès de la dècada de 1980.
Fou internacional amb la selecció de futbol del Senegal. Pel que fa a clubs, destacà a FC Metz, Paris Saint-Germain FC i OGC Nice.